# Fadrique de Castille
Fadrique Alphonse de Castille (Séville 1334 - Séville 1358), seigneur de Haro, Grand Maître de l'ordre de Santiago, est le cinquième fils illégitime d'Alphonse XI de Castille et de Leonor de Guzmán.
Il épouse la rébellion de son frère jumeau Henri de Trastamare dès l'assassinat de leur mère sur les ordres de la mère de Pierre le Cruel.
En 1358, invité à Séville par Pierre le Cruel, il tombe en réalité dans un guet-apens et est assassiné dans la cour de l'Alcazar.
Il est l'héritier de la Maison d'Enriquez (es), amiraux de Castille et plus tard ducs de Medina de Rioseco (es). L'une de ses descendantes, Jeanne Enríquez, est la mère du roi Ferdinand le Catholique.

## Descendance
Fadrique de Castille a trois[réf. nécessaire] enfants, dont on ne sait exactement s'ils sont tous nés de son union avec Constance d'Angulo ou d'une de ses maîtresses:
- Pierre Enriquez (es) (1352 - ?), comte de Trastamare[3], comte de Lemos, comte de Sarria, connétable de Castille, fils de Constance d'Angulo[4];
- Alphonse Enríquez[3] (1354 - 1429), Amiral de Castille et seigneur de Medina de Rioseco et grand-père de Jeanne Enríquez, mère du roi Ferdinand le Catholique;
- Éléonore Enriquez (es) (? - 1383)[réf. nécessaire]